# Saint-Nicolas-des-Laitiers
Saint-Nicolas-des-Laitiers ist eine Ortschaft und eine ehemalige französische Gemeinde im Département Orne in der Region Normandie. Sie gehörte zum Arrondissement Mortagne-au-Perche und zum Kanton Rai.
Mit Wirkung vom 1. Januar 2016 wurden die bisherigen Gemeinden La Ferté-Frênel, Anceins, Bocquencé, Couvains, Gauville, Glos-la-Ferrière, Heugon, Monnai, Saint-Nicolas-des-Laitiers und Villers-en-Ouche zu einer Commune nouvelle mit dem Namen La Ferté-en-Ouche zusammengeschlossen und haben in der neuen Gemeinde den Status einer Commune déléguée mit 76 Einwohnern (Stand: 1. Januar 2022). Der Verwaltungssitz befindet sich im Ort La Ferté-Frênel.

## Geographie
Saint-Nicolas-des-Laitiers liegt etwa 58 Kilometer nordnordöstlich von Alençon.

## Bevölkerungsentwicklung
| Jahr                      | 1962 | 1968 | 1975 | 1982 | 1990 | 1999 | 2006 | 2013 |
| Einwohner                 | 164  | 161  | 125  | 97   | 89   | 83   | 90   | 87   |
| Quelle: Cassini und INSEE |      |      |      |      |      |      |      |      |